# Prainha de Copacabana (Porto Alegre)
A Prainha de Copacabana é uma pequena praia localizada na cidade de Porto Alegre, capital do estado brasileiro do Rio Grande do Sul. Banhada pela Guaíba, está situada ao final da Rua Rodolfo Breier e da Avenida do Lami, no bairro Belém Novo, no extremo-sul do município.
A prainha é tradicionalmente frequentada por moradores locais, muitos deles pescadores.
Em janeiro de 2022, um trecho significativo da faixa de areia da prainha foi ocupado para a construção de uma nova estação de bombeamento de água bruta (EBAB), integrante do Sistema de Abastecimento Ponta do Arado, considerado essencial para o fornecimento de água potável para o extremo-sul da cidade. A construção será feita ao lado da EBAB Belém Novo e exigirá o fechamento provisório da prainha e de uma pequena praça local.
Estima-se que a obra durará até 2024, de modo que será realizado ao final da mesma a revitalização pelo Departamento Municipal de Água e Esgoto (Dmae) de uma praça da prainha, com churrasqueiras, pergolado e píer. Haverá uma faixa preservada de 15 metros de areia para acesso ao Guaíba., o que gerou críticas de alguns setores da sociedade.